# Nereus
Nereus era un vehículo subacuático autónomo no tripulado híbrido (ROV, un tipo de vehículo submarino operado por control remoto) construido por la Institución Oceanográfica de Woods Hole (WHOI, por su sigla en inglés) como  vehículo de investigación para operar a profundidades de hasta 11 000 metros (36 000 pies). Fue diseñado para explorar el Abismo de Challenger, el punto más profundo del océano.
Nereus fue llamado así por el titán marino griego Nereo, (que tiene el torso de un hombre y una cola de pez), luego de un concurso nacional entre estudiantes secundarios y universitarios. 

## Diseño
Nereus pesaba aproximadamente 3 toneladas y tenía unos 4,25 metros (14 pies) de largo y 2,3 metros (8 pies) de ancho. La energía era provista por unas 2000 baterías de ion de litio. Un brazo robótico liviano hidráulico, diseñado para operar bajo intensa presión,  estaba destinado a la recolección de muestras.
Nereus podía operar de modo autónomo, sin conexión con la superficie. En esta modalidad, el vehículo ejecutaba las instrucciones de un programa previamente establecido, captando al mismo tiempo información del entorno a partir de sus sensores químicos y obteniendo imágenes de sonar y fotográficas. En caso de que el análisis de las muestras así lo indicara, las instrucciones de su programación podían alterar las acciones siguientes. Una vez concluida la misión, retornaba a superficie.
También podía operar mediante dirección humana directa. En este caso, el control se realizaba desde un barco madre ubicado en superficie. El submarino estaba unido mediante un hilo de fibra óptica al buque donde estaban instalados los científicos que lo operaban.

## Expediciones
Comenzó su viaje en aguas profundas hacia el Abismo de Challenger en mayo de 2009 y llegó al fondo el 31 de mayo de 2009.

En esta inmersión, el Nereus alcanzó una profundidad de 10 902 metros (35 768 pies), convirtiéndose en el segundo vehículo submarino en operación en haber llegado a las mayores marcas de inmersión, y el primero desde 1998 en explorar la Fosa de las Marianas, la zona más profunda del océano conocida hasta ahora.
En 2010, operando de forma autónoma, Nereus realizó una exitosa exploración en la zona de la fosa de las Caimán.
El 10 de mayo de 2014, Nereus se perdió mientras exploraba la Fosa de Kermadec, a una profundidad de 9900 metros, (32 500 pies). El objetivo científico era realizar una exploración sistemática de la zona hadal, a profundidades superiores a los 6000m, límite de la zona abisal. 

Las comunicaciones se interrumpieron alrededor de las 2 p. m., hora local, y los restos recuperados más tarde revelaron que había implosionado debido a la alta presión.